# Молдавский, Константин Антонович
Константи́н Анто́нович Молда́вский, Молжавский (около 1810–1813 — 16 [28] июня 1855) — русский живописец и рисовальщик, последователь «романтического академизма», второстепенная фигура среди петербургских художников николаевской эпохи, причисляемый ко школе Петра Басина; портретист и церковный декоратор. Академик Императорской Академии художеств (с 1846; ассоциированный член — «назначенный» с 1843).

## Биография
Учился в Императорской Академии художеств; с подачи Николая Рамазанова (в «Материалах для истории художеств в России», 1863) считается учеником Петра Басина. Получил в течение учёбы награды Академии: малая серебряная медаль (1833), малая золотая медаль (1836) за историческую сцену «Ной, учреждающий построение ковчега». Получил аттестат 1-й степени (1836) и был оставлен при Академии на три года для усовершенствования. Получил звание «назначенного в академики» (1843). Получил звание академика (1846) за портрет почетного вольного общника, инспектора Академии художеств Андрея Ивановича Крутова. Пользовался покровительством дворян Воейковых, детей героя 1812 года; давал уроки рисования старшей из них, Марии Алексеевне (будущей госпоже Поленовой, матери знаменитых Василия и Елены).
Принимал участие в работах, как рисовальщик, по постройке Исаакиевского собора в Санкт-Петербурге и Воскресенского храма в усадьбе Воейковых Ольшанке.
Был похоронен на Смоленском православном кладбище; могила не сохранилась.

## Известные работы
- «Ной, учреждающий построение ковчега» (1836)
- Портрет неизвестного в черном фраке (Русский музей, 1841)[18]
- портрет А. А. Плещеева (1841)
- Портрет Крутова (музей Академии художеств, 1846)
- Портрет художника М. Н. Воробьева[19]
- Карандашный портрет графа Ф. П. Толстого (находился в Третьяковской галерее)[20][21][5]
- Карандашный портрет П. М. Романова
- Ангел (находился в Обществе поощрения художеств[22])
- Портрет К. К. Павловой

Примеры работ К. А. Молдавского
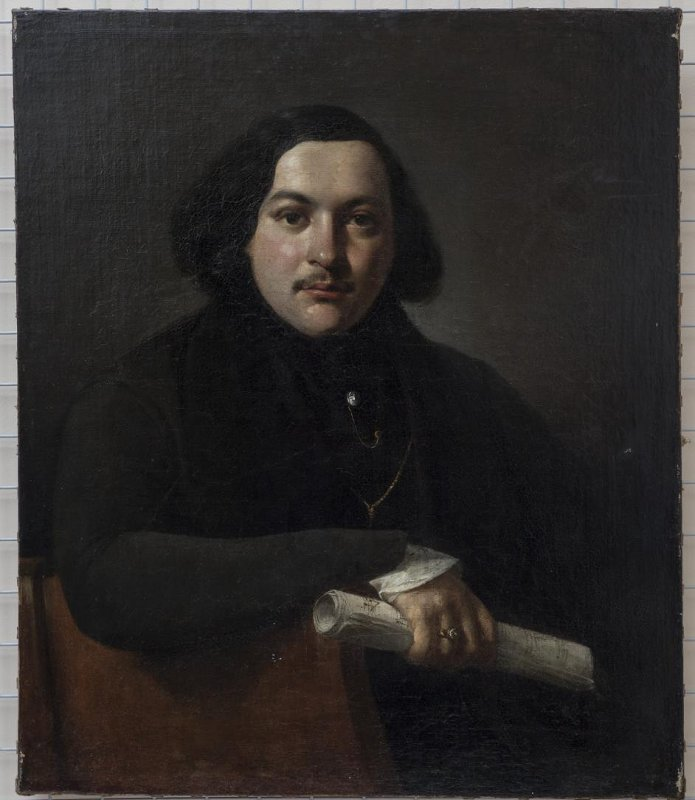
Портрет А. Е. Варламова
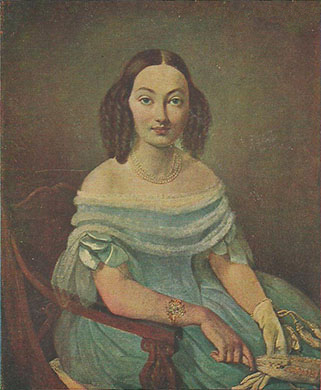
Портрет К. К. Павловой
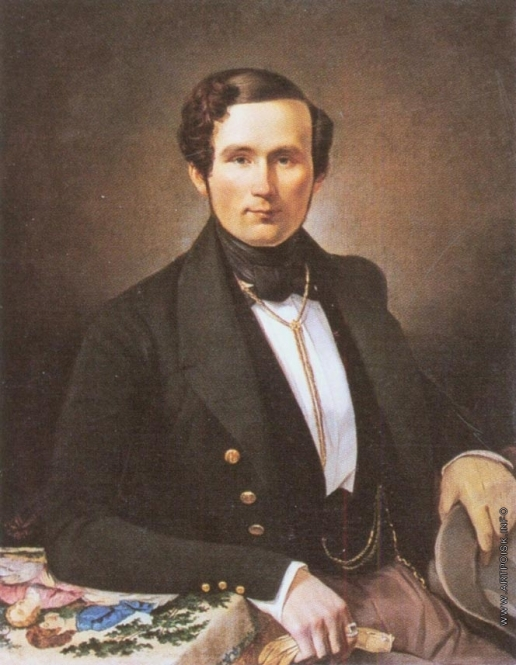
Портрет неизвестного в чёрном фраке
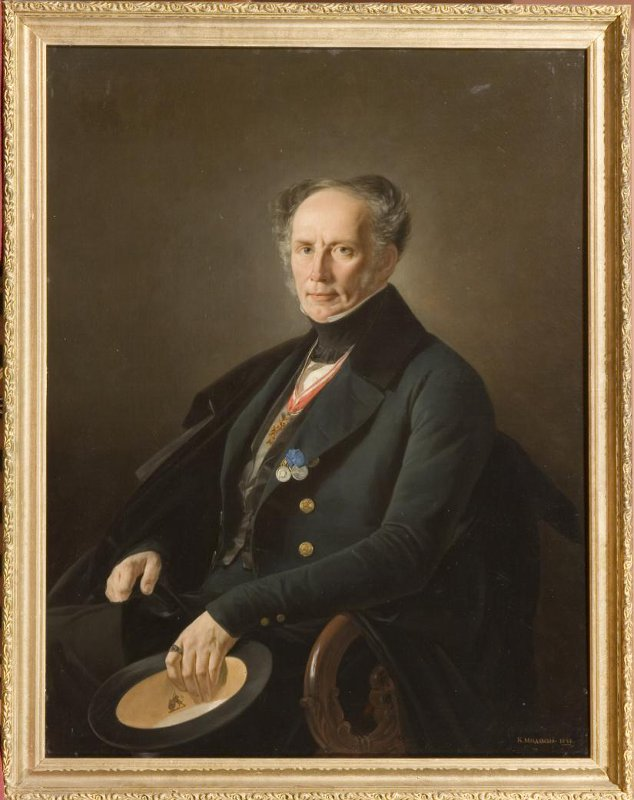
Портрет А. И. Крутова